# 外部參考定價
外部參考定價（英語：External reference pricing，簡寫為ERP），也稱為國際參考定價（英語：International reference pricing），是通過與“一籃子”參考國家類似藥品的價格進行比較，來規範自己國家藥品價格的做法。它與內部參考定價形成對比，內部參考定價是拿治療效果相似的國內藥品價格作比較。而所謂成本加成定價法則是根據藥品開發費用加上製造成本，就加成部分進行談判後而做的定價。:300

## 政策制定
為運用ERP來作藥品成本規範政策，歐洲整合價格資訊合作計劃（European Integrated Price Information Database Collaboration， Euripid collaboration，或簡稱 Euripid）提出以下12條關鍵原則：
1. ERP是重要工具，但不應作為唯一的標準，應與其他工具結合使用。
2. ERP應就單一特定產品作比較，而非運用指數來達成。
3. 選擇一籃子參考國家的標準，要根據自己國家的藥品政策來進行。
4. 有證據顯示，運用ERP方式作比較，是藥品並無通用名藥物或是無“具有類似療效”的藥品存時。
5. 作比較用的價格應該選取分銷管道最頂層的價格。
6. 主管當局在選擇具有可比性的藥品時，應有清楚及透明的程序。
7. 運用ERP的定價公式應與國家的定價政策相符。
8. ERP程序應以最高標準的準確性和完整性來完成。
9. 如果定價要配合國家的需求，制定時應該程序透明，而且可永續使用。
10. ERP的活動應仔細規劃，並應視為修訂和監控藥品價格的政策工具。
11. 執行ERP的過程以及價格輸入應該維持透明，以確保可以預測以及有效。
12. 決策者之間應顧及加強合作，特別著重對既有政策的貢獻，以及增益。

## 人權
獲得必要的基本藥物是種國際人權，就是聯合國（UN）和世界衛生組織（WHO）所說的健康權”。:209世界衛生大會在2001年通過第54.11號決議，呼籲研究，以發展可行，以及有效的執行系統，確保世人能夠容易取得平價的藥品。:209為響應前述需求而創建的項目有WHO以及國際非政府組織Health Action International（HAI）合作而成的方法和數據庫、以及WHO建議的實施集中式價格共享系統、及實施藥品價格控制政策。:192

## 藥物成本政策
藥品定價政策的定義是“政府的法規和程序，用來制定藥品價格，以達到控制價格的目的”。:190ERP是種機制，用來執行價格控制，就是成本控制的政策。:192全球醫療衛生總支出中，有四分之一是花費在藥品之上。但是，當局也希望對價格以外的因素，例如處方藥的耗用數量有所控制。:190
ERP是種廣為接受的成本控制工具，已在歐盟、巴西、約旦、南非、加拿大、和澳大利亞等國家採用。:13在2019年，27個歐洲國家中，有23國將這種方法作為主要的藥品定價策略。:302在2010年，歐盟27個成員國中有20個，以及經濟合作暨發展組織（OECD）中有24個國家採用。對於這種用法，通常每個國家/地區都有個法律框架來定義ERP的計算方式，以及如何選擇參考產品，在不同的已開發國家/地區之間會有差異（例如，採用參考產品的中位數價格，或是最低價格），但大多數國家採用的是出廠價格:302:21若採用一籃子價格作比較的做法，理想的情況是取自同一地區，經濟狀況相似的國家。例如，巴基斯坦採用孟加拉國和印度的價格，而伊朗採用希臘、西班牙、土耳其等國產品的價格。但是，開發中國家的價格數據可能會有不足，此時可從《國際醫療產品價格指南》取得參考數據。:303英國在ERP系統中佔有重要的功能，因為該國的藥品價格通常較低，因而經常被當作參考國，:302，但英國本身並未採用ERP。
WHO在《國家藥品定價政策指南（Guideline on Country Pharmaceutical Pricing Policies）》中建議各國“使用時，應根據目標、背景、和醫療系統，廣泛採用不同藥品定價政策的混合做法”。:191–192 截至2019年，ERP被用來取代，或是補充較早的成本控制策略（例如成本加成或內部參考定價）之用。:300

### 已開發國家
歐洲國家在2000年至2009年之間，藥品門診支出增長76％。:302此外，2008年的那場環球金融危機讓各國財政壓力加劇，促使大多數歐洲國家把降低成本視為醫療衛生工作中的重要目標:302:13受到金融危機影響的歐洲國家報告說，基本藥物的取得受到限制。:4
這些國家為達到降低成本的目的而採用EPR，也採用例如直接價格控制（即最高價格上限）、利潤上限、內部參考定價、和自由定價。:302ERP是已開發國家最常用來控制專利藥品價格，或有知識產權（例如定價壟斷）產品的價格，或是向國家報銷費用的藥品價格。:302歐盟國家從1990年代開始建立藥品價格數據庫，:262接著引導匈牙利在2008年創建歐洲共同藥物數據庫（Common European Drug Database），:263續在2009年有Euripid的建立 ，這個數據庫擁有相關藥品價格和定價法規的標準格式數據，僅有參與國可輸入數據，並獲得回報資料，這是個集中式ERP系統，讓會員國之間分享資料。:263日本做法不同，他們根據制定的公式有系統的在ERP的某個範圍之內調整藥品價格。:302
歐洲國家會定期重新評估藥品價格，希臘是每三個月做一次，法國則是每五年做一次，其他國家各有其不同做法。:302
對於ERP在已開發國家的影響，少有人從事研究，但有兩項研究（一項在歐盟之內，另一項在歐盟之外）發現，這種做法對於藥品價格並未產生實質的下降或上升。:302針對各國廣為採用ERP，藥廠也制定應對策略，例如降低藥品價格，把對他們的負面影響降低。:302而像比利時，當地藥廠把新藥品投入市場的時間推遲，而比利時並不是歐盟國家中藥品價格最高的地方。 :302但在那些實施ERP的歐洲國家中，在新藥投入時間上的推遲都有某種程度的增加。:212而在德國和紐西蘭，藥廠的另一種策略是故意維持某些藥品的高價，因為此後兩國會被用作參考國家，這樣做可把外部參考價格拉高。:302前述藥廠的反制策略，讓ERP是否可持續做為一種客觀指標，成為一個問題。:302
在實施ERP的幾個歐洲國家中，平均藥品價格有所下降，但當地最高或最低的藥品價格並沒下降。由於ERP是這些國家採用藥品定價的唯一標準，因此只能把藥品價格下降歸因於施行ERP的結果。另外觀察到的現象是價格下降與價格修訂的頻率有關，因為不常修改價格的國家價格變化平緩，而經常修改的國家會隨著時間的推移而出現經常的價格下降。在10年內，受觀察的藥品價格下降幅度的中位數約為15％。:43–46
在提報給歐洲聯盟委員會的一份報告中，把各種ERP藥品價格監管策略模擬的結果，發現對於主要是以ERP方式做價格規範的國家，頻繁的價格修訂、經常的降價、一個籃子中包含較多國家、價格計算方法、通用名藥物價格的衝擊，是最重要的價格影響因素。:107雖然從概念上說，單獨使用ERP作為價格衡量標準並不算完美，:107這份報告的結論是ERP是“非常有效的工具”，尤其把前述幾項因素組合在一起使用的時候。:107

#### 美國藥品價格
在美國，由於藥物價格沒直接受任何成本控制政策的約束（就是“自由定價”），:191美國的藥品價格因此一直位居世界前茅。美國在2019年曾有過在國內實施ERP的政治性討論。

### 開發中國家
全球有三分之一的人口受到兩個障礙 - 高昂的藥品價格和服務難以取得 - 的影響，而無法受到妥善的藥物治療，:xi,1:189這種人的總數約有二十億人，:209主要分佈在開發中國家（即世界銀行所定義的開發中國家），有證據顯示藥品的價格與各國間的收入差異無關，由於零售加價的關係，在開發中國家的基本藥物價格比已開發國家的還要高。
歐盟和OCDE國家已針對受到成本控制的藥品，建立資訊分享的系統，而開發中國家缺乏這種系統，也缺乏醫療衛生資訊系統來協助制定決策，讓他們身為“高昂藥價忍受者”的狀況更加惡化。 :303患者沒有國家資助福利，他們的自付費用佔到個人人均醫療總支出的61％至77％。:303其中藥品支出佔醫療支出的很大部分，在開發中國家，2006年的中位數佔比達到30.4％，而在已開發國家的佔比僅為19.7％。此外，在開發中國家的藥品價格通常很高，尤其是在私營部門，價格最高的可達到已開發國家的80倍；醫療服務的可用性，尤其是在公共部門，非常低；人們通常無法負擔治療成本，當地人需要花費15天的工資去支付為期30天的治療；政府在採購費用昂貴的品牌藥，以及購買價格便宜的通用名藥物時候，效率都一樣低下；而對藥品又徵收不少的稅費，甚至對基本藥物也做同樣的事:4這類現象甚至會發生在中國，而中國是個中等偏高所得的經濟體，涉入這種賄賂醜聞的藥廠有葛蘭素史克和賽諾菲。
但由於已開發國家/地區已使用ERP，加上實施ERP的技術和分析與其他價格控制機制（例如成本加成法，或是藥物經濟學分析）相比，要求較低，開發中國家也逐漸跟進，:303除ERP之外，這些國家也加入其他成本控制方法（成本加成、內部參考定價、利潤控制、經濟評估、直接定價）來混合使用。:303
關於ERP在開發中國家產生的影響，與在已開發國家類似，結果是效果有限。在土耳其和印尼等國家，藥品價格在實施ERP之後有所下降，但沒客觀的直接證據表明這種下降是由於引入ERP所導致。:303
有項在2017年所做全面性審查發現，開發中國家最常用的藥品定價政策是利潤控制和ERP，接下來常用的是成本加成法，以及改用價格較便宜的通用名藥物。
另一篇評論找到有限的證據，顯示實施ERP可把不同國家間的藥品價格差異縮小 - 把已開發國家的價格降低，而把開發中國家的價格增高。因此，最佳的ERP應取決於有明確的要求和計算的做法，而且是在完全透明的情況下實施，而ERP不能作為唯一的定價機制，而是用來作為定價決策的基準。

### 內部參考定價
ERP與內部參考定價（或稱治療參考定價 （therapeutic reference pricing））並不相同，內部參考定價是根據給定的解剖學治療學及化學分類系統水平，拿國內其他有等同治療效果的藥品價格進行比較。:200:9這種做法把同類治療藥品設定參考價格，超過參考價格的費用由患者透過自付費用支付。因此，內部參考定價的先決條件是能找到可比較的藥品，這通常就表示只在藥品的專利到期後，以及通用名藥物或生物相似藥進入市場時才能做到。:193
採用內部參考定價可激勵人們支付參考價格，購用參考藥物，在短期內達到減少支出的目的，但這種做法對於價格較高的藥品，還有對健康的影響，則尚未確定。有些國家，譬如丹麥，雖然曾長久使用ERP，但已轉用內部參考定價:17WHO在2016年對歐洲國家、加拿大、和南非等42個國家做調查，其中有30個報告說它們對於通用名藥物運用內部參考定價的方法，但只有15個把這種方法應用於生物相似藥之上。:193

## 外部連結
- HAI list of multi-country price sources （页面存档备份，存于）, with scope and supply chain price component information.
- HAI list of national price sources （页面存档备份，存于）, with scope and supply chain price component information.
- HAI medicine prices, availability, affordability and price components database （页面存档备份，存于）
- WHO list of price data sources globally, with scope and update frequency.
- Common European Drug Database （页面存档备份，存于）, maintained by the National Health Insurance Fund Administration of Hungary.